# Вахітахі

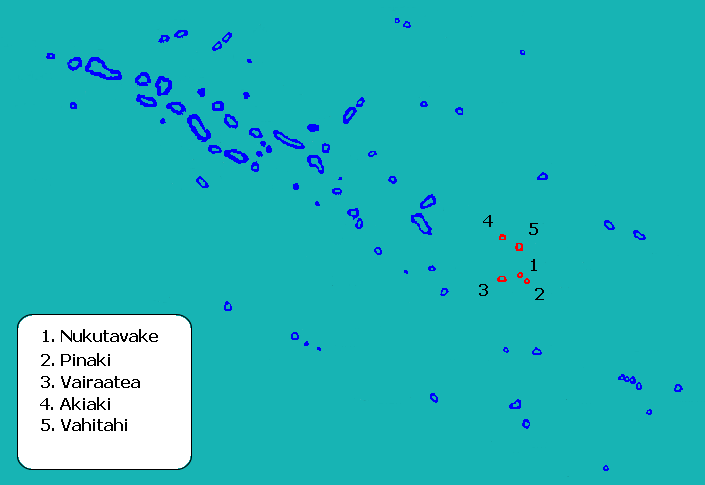
Розташування Вахітахі в межах архіпелагу Туамоту

Вахітахі або Вайтаке — атол у східній частині архіпелагу Туамоту у Французькій Полінезії. Найближчим сусідом Вахітахі є Акіакі, який лежить за 41 км на північний захід.
Вахітахі — невеликий атол витягнутої овальної форми. Його довжина становить приблизно 41 км, а максимальна ширина — 4,5 км. Його риф повністю охоплює лагуну. Загальна площа островів на його рифі становить 2,5 км2.
Головне село атола називається Мохіту (колишня Темануфаара). За переписом 2012 року мешкало 103 особи.

## Історія
Атол Вахітахі був першою землею, яку Луї Антуан де Бугенвіль знайшов у Тихому океані в 1768 році Він назвав атол Les Quatre Facardins за романом того часу. Наступного року Джеймс Кук досяг Вахітахі й назвав його островом Лагуна.
Вахітахі має територіальний аеропорт. Його урочисто відкрили у 1986 році.

## Адміністрація
Адміністративно атол Вахітахі належить до комуни Нукутаваке.